# 哲思 (法老)
哲思是一位下埃及統治者，在巴勒莫石碑中被提及。由於考古學家沒有發現其他證據，他可能是神話中的國王，甚至可能是完全虛構的統治者。